# أنتوني دي بيترو
أنتوني دي بيترو (بالإنجليزية: Anthony Di Pietro) هو مدير أسترالي، ولد في 15 فبراير 1969 في Frankston, Victoria ‏ في أستراليا.